# Adriaan Clant

Adriaan Clant

Adriaan Clant tot Stedum (Groningen?, 1599 - Stedum, 25 januari 1665) was een Nederlandse landjonker uit Groningen, die bekend is geworden als diplomaat en onderhandelaar bij de Vrede van Münster in 1648.

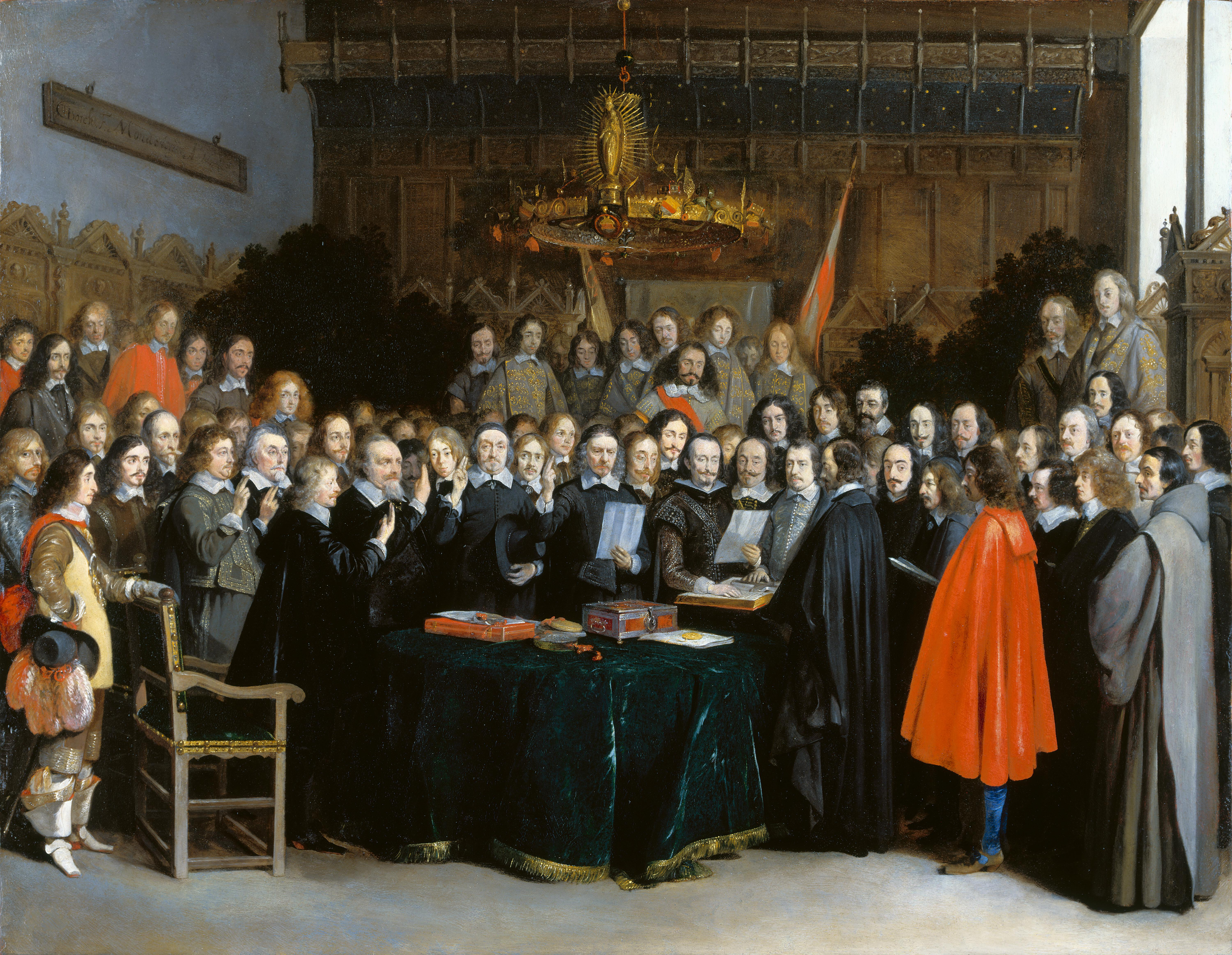
De ondertekening van het vredesverdrag van Münster - de zes onderhandelaars met opgeheven vingers v.l.n.r. Willem Ripperda, Frans van Donia, Adriaen Clant tot Stedum, Adriaen Pauw, Jan van Mathenesse en Barthold van Gent

Clant, zoon van Eilco Clant, was een Ommelander landjonker op de borg Nittersum te Stedum. Zijn moeder Willemina "Willemijne" stamde uit de Brusselse familie Hinckaert. Hij had voor zover bekend is drie broers en twee zussen. Hij werd in 1648 namens Groningen afgevaardigd als onderhandelaar bij het vredesproces van Münster. Dat schijnt hem ook persoonlijk geen windeieren te hebben gelegd door het aannemen van de nodige geschenken. Clant staat afgebeeld op de voorste rij van het schilderij, dat Gerard ter Borch maakte van de ondertekening van het vredesverdrag van Münster. Van de zes onderhandelaars met opgeheven vingers is hij de derde persoon van links.
Clant huwde op 3 maart 1623 met Hille Clant en in april 1639 met Anna Tamminga, weduwe van Unico Rengers. Uit het eerste huwelijk had Adriaan drie zonen, Johan, Jan en Eilco. Hij overleed in 1665 in Stedum op 65-jarige leeftijd. Zijn graftombe, gemaakt door Rombout Verhulst, bevindt zich in de kerk van Stedum.